# А
А (onderkast: а) is een letter uit het Cyrillische alfabet, niet te verwarren met de Latijnse A. De letter wordt uitgesproken als /a/ in het Russisch, Servisch, Macedonisch en Bulgaars of als /ə/ in het Tsjetsjeens. In het oudcyrillisch alfabet was zijn naam azŭ (азъ) en zijn numerieke waarde 1.

## Weergave

### Unicode
De  en Benodigde gegevens niet gevonden op Wikidata zijn in 1993 toegevoegd aan de Unicode 1.0 karakterset.
In Unicode vindt men  onder het codepunt U+ (hex) en Benodigde gegevens niet gevonden op Wikidata onder Benodigde gegevens niet gevonden op Wikidata.

### HTML
In HTML kan men voor  de code & gebruiken, en voor Benodigde gegevens niet gevonden op Wikidata Benodigde gegevens niet gevonden op Wikidata.